# Moenkhausia dasalmas
Moenkhausia dasalmas är en fiskart som beskrevs av Bertaco, Jerep och Carvalho 2011. Moenkhausia dasalmas ingår i släktet Moenkhausia och familjen Characidae. Inga underarter finns listade i Catalogue of Life.